# PKP-Baureihe SP32
Die Lokomotiven der Baureihen SP32, SP43 und SP49 der Polnischen Staatsbahnen (PKP) sind Diesellokomotiven im mittleren Leistungsbereich für den Verkehr mit Personenzügen.

## Geschichte
Um Dampflokomotiven im Personenzugverkehr abzulösen, benötigte die PKP zum Beginn der achtziger Jahre eine Diesellokomotive mittlerer Leistung. Darum wurden bei der Lokomotivfabrik „23. August“ in Bukarest 200 Maschinen einer Diesellok, die mit einigen Spezifikationen eigens für die PKP ausgestattet wurden, bestellt. So erhielten sie verstellbare Führertische, elektrodynamische Bremsen und einen Drehstromgenerator. Die Drehgestelle, Federung und Fahrmotoren hingegen waren nahezu baugleich mit denen der Baureihe ST43. Die beiden 1985 zuerst gelieferten Maschinen verfügten über eine Doppeltraktionssteuerung und wurden ursprünglich als SP49 001 und 002 bezeichnet. Die Serienmaschinen wurden letztlich aber nicht mit dieser Steuerung ausgerüstet und die beiden Prototypen ebenfalls zu SP32 umgezeichnet. Durch den politischen Umbruch in Osteuropa, dem Zusammenbruch des Rats für gegenseitige Wirtschaftshilfe und den dadurch verursachten starken Rückgang des Schienenverkehrs wurden dann insgesamt nur 150 Serienloks geliefert. Die Verarbeitungsqualität der Loks ließ, wie auch bei anderen Produkten der Firma – zum Beispiel der DR-Baureihe 119, zu wünschen übrig und defekte Motoren, Generatoren und Kompressoren waren so alltäglich, dass zeitweilig bis zu einem Drittel des Bestandes nicht betriebsfähig waren. Die Maschinen SP32 073, 096, 147, 148 und 149 erhielten einen neuen Dieselmotor vom Typ MTU 12V396TC12, welcher in Rumänien in Lizenz gebaut wurde.

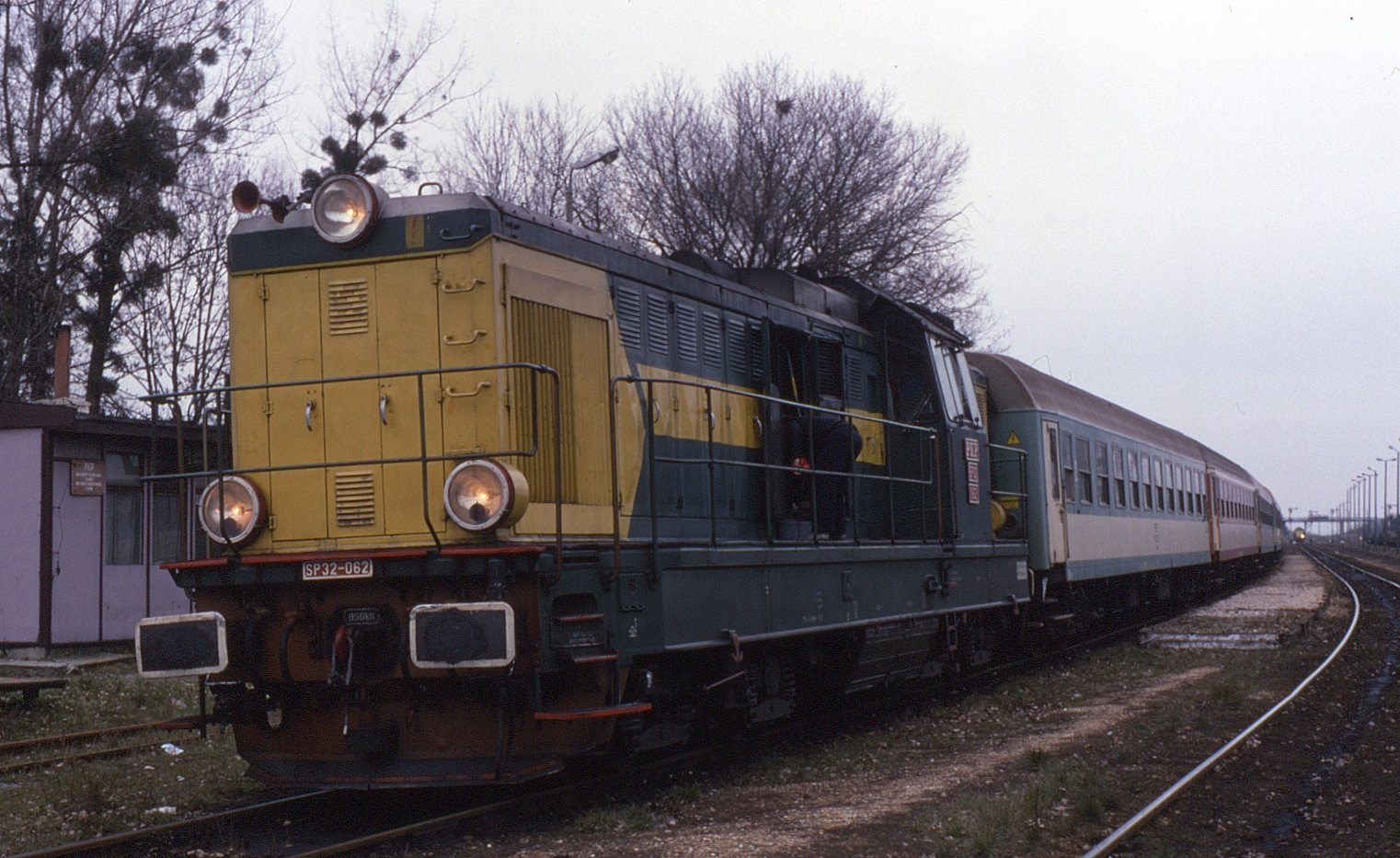
SP32-062 beim Halt in Zawada (1994)

Die Lokomotiven wurden bis zum Juli 2004 ausgemustert.
Zwischen 2000 und 2003 erhielten zehn Lokomotiven eine grundlegende Revision, welche neben sonstigen kleineren Verbesserungen insbesondere den Einbau des geringfügig stärkeren MTU-Motors 12V396TC14 umfasste. Diese Loks wurden daraufhin zur Unterbaureihe SP32 201–210 umgezeichnet – in der Reihenfolge der neuen Nummern handelte es sich um die ehemaligen SP32 130, 046, 044, 053, 113, 043, 062, 076, 110 und 128.
Im Dezember 2017 wurde die letzte dieser Lokomotiven abgestellt.